# Tillandsia funebris
Tillandsia funebris är en gräsväxtart som beskrevs av Alberto Castellanos. Tillandsia funebris ingår i släktet Tillandsia och familjen Bromeliaceae. Inga underarter finns listade i Catalogue of Life.